# 클로드 디미트리어스
클로드 디미트리어스(Claude Demetrius, 1916년 8월 3일 ~ 1988년 5월 1일)는 아프리카계 미국인 작곡가로 유행한 로커빌리 곡을 지은 것으로 알려져 있다. 그 중에는 엘비스 프레슬리가 부른 것도 있다.
디미트리언스는 메인주 배스에서 태어났다. 스무 살 초엽 뉴욕에 거주하며 루이 암스트롱의 노래를 짓거나 함께 지었다. 1945년 코미디 단편영화 《오픈 더 도어, 리처드》의 각본도 집필했다. 1940년대에 걸쳐 루이스 조던과 가까이 교유했다. 조던이 기용된 1946년 흑인 뮤지컬 영화 《비웨어》의 수록곡을 조던과 작곡하기도 했다. 당시 디미트리어스의 가장 박득된 노래는 조던의 부인 프리시 무어와 공동 작곡한 〈Ain't That Just Like a Woman (They'll Do It Every Time)〉이었다.
지난 20년간 클로드 디미트리어스는 부족함이 없이 잘 살고 있었지만, 1956년 글래디스 뮤직 주식회사에 노래를 납품하면서 삶이 극적으로 변화된다. 진 에버바크와 줄리언 에버바크가 새로이 설립한 이 회사는 엘비스 프레슬리의 음원에 대한 독점적인 판권을 소유했다. 디미트리어스는 엘비스의 첫 RCA 싱글 〈Heartbreak Hotel〉 뒷면에 취입된 〈I Was the One〉을 공동 작곡했다. 1957년 엘비스 장편영화 《러빙 유》의 사운드트랙 중 〈Mean Woman Blues〉을 작곡한 것도 그다. 1957년 《Elvis' Christmas Album》의 트랙 〈Santa Bring My Baby Back (To Me)〉을 에런 슈로더와 작곡함으로써 가장 성공된 해를 마감한다.
1958년 본인의 가장 성공적인 작곡 〈Hard Headed Woman〉을 출품했다. 이 싱글은 RIAA에 의해 골드 레코드로 지정된 최초의 로큰롤 싱글로 자리매김한다. 1958년 영화 《킹 크리올》에 사용되었거니와 45rpm 싱글로도 발행돼 《빌보드》 차트 1위를 달성했다. 1988년 뉴욕에서 사망했다.